# Abans del capvespre
Abans del capvespre (títol original en anglès: Before Midnight) és una comèdia dramàtica estatunidenca, escrita i dirigida per Richard Linklater, que es va estrenar el 2013, protagonitzada per Ethan Hawke i Julie Delpy. Juntament amb els films anteriors Abans de l'alba (1995) i Abans de la posta (2004) tanca la trilogia de la història d'amor entre Céline i Jesse. Abans del capvespre reprèn, aquesta vegada a Grècia, les seves vides nou anys després de la segona trobada. Aquesta pel·lícula ha estat doblada al català.

## Argument
Céline i Jesse es van conèixer en un tren i es van enamorar a Viena. Nou anys després es van retrobar a París. En aquest tercer film, on ja són parella, passen les vacances amb les seves dues filles petites, al sud de Grècia. Després de deixar en Hank, fill de Jesse amb la seva anterior dona, tots quatre van cap a casa d'uns amics. En el viatge conversen sobre en Hank i el futur laboral de la Céline. A casa del seu amic Patrick, en el sopar aprofiten per conversar sobre l'amor, les relacions de parella i la vida. Els seus amics els conviden a passar una nit sols en un hotel pròxim. El camí d'anada cap a l'hotel els serveix per recordar com es van conèixer i com han anat canviant les seves vides. En l'estada a l'hotel tenen una discussió amb retrets mutus que finalment acabarà en una reconciliació en una escena ja fora de l'hotel, prop de la platja.

## Repartiment
- Ethan Hawke: Jesse
- Julie Delpy: Céline
- Seamus Davey-Fitzpatrick: Hank
- Jennifer Prior: Ella
- Charlotte Prior: Nina
- Xenia Kalogeropoulou: Natalia
- Walter Lassally: Patrick
- Ariane Labed: Anna
- Yiannis Papadopoulos: Achilleas
- Athina Rachel Tsangari: Ariadni
- Panos Koronis: Stefanos

## Al voltant de la pel·lícula
En la pel·lícula Linklater utilitza llargs plans seqüència que potencien la naturalitat dels diàlegs, en són mostra la conversa en la part inicial on en Jesse i la Celine viatgen en cotxe acompanyats de les seves filles o la llarga escena a l'habitació de l'hotel traçada com una peça teatral.
| «                     | “Aquesta pel·lícula és diferent de les precedents. La primera parlava d'un amor a primera vista i, la segona, de reviure aquell amor. Tots dos són conceptes molt romàntics. Ara hem volgut aprofundir en la misteriosa manera que l'amor té de redefinir-se” | » |
| — Richard Linklater , | |   |

Abans del capvespre es va estrenar el 20 de gener del 2013, en el Festival de Cinema de Sundance

## Crítiques
Metacritic dona a la pel·lícula una puntuació de 94, segons els comentaris de 41 crítics. Segons David Cox a The Guardia, Hawke (Jesse) i Delpy (Céline) aconsegueixen definir els seus personatges. El seu relat és creïble, acuradament escrit i interpretat en els 109 minuts del film.

## Premis i nominacions

### Premis
- 2013: Boston Online Film Critics Association Awards al millor guió per Richard Linklater, Julie Delpy i Ethan Hawke[13]
- 2013: Women Film Critics Circle Awards al millor guionista per Julie Delpy[14]

### Nominacions i seleccions
- 2013: Festival Internacional de Cinema de Berlin: Selecció fora de competició[15]
- 2013: Festival de Cinema de Sundance: Selecció fora de competició
- 2014: Oscar al millor guió adaptat per Richard Linklater, Julie Delpy i Ethan Hawke
- 2014: Globus d'Or a la millor actriu musical o còmica per Julie Delpy